# Бевера (Империја)
Бевера је насеље у Италији у округу Империја, региону Лигурија.
Према процени из 2011. у насељу је живело 479 становника. Насеље се налази на надморској висини од 47 м.